# Institut national de physique nucléaire et de physique des particules
L'Institut national de physique nucléaire et de physique des particules (in italiano Istituto nazionale di fisica nucleare e di fisica delle particelle), abbreviato in IN2P3, è un centro di ricerca francese nel campo della fisica fondamentale del CNRS.
Il settore di attività è, come indica il nome stesso, la fisica nucleare e delle particelle elementari. È stato fondato nel 1971. Comprende tre unità specifiche a Villeurbanne e Annecy ed è associato a 21 laboratori universitari dislocati in tutta la Francia.
L'attività di questi 24 laboratori è realizzata tramite la loro partecipazione ad esperimenti scientifici e tecnici di notevole impegno, a livello sia nazionale che internazionale. Essi collaborano in particolare alla preparazione degli esperimenti del LHC del CERN di Ginevra. Da 2015 è diretto da Reynald Pain, ex direttore dei laboratori LPNHE di Paris, in sostituzione di Jacques Martino.

## Laboratori nell'area parigina
- a Parigi, all'università Denis-Diderot i laboratori
  - Astroparticelle e Cosmologia (APC),
  - laboratorio di fisica delle particelle e la cosmologia del Collegio di Francia (PPC),
  - associato all'Osservatorio di Parigi e al Commissariato per le energia atomica (DAPNIA)
- a Parigi, all'università di Parigi VI: il laboratorio di fisica nucleare e delle alte energie (LPNHE)
- a Parigi: il Museo Curie e gli archivi dell'Istituto del radio
- a Orsay: il Centro di spettrometria nucleare e di spettrometria di massa (CSNSM)
- a Orsay: l'istituto di fisica nucleare di Orsay (IPNO)
- a Orsay: il Laboratorio di accelerazione lineare (LAL)
- a Palaiseau alla Scuola politecnica: il Laboratorio Leprince-Ringuet

## Altri laboratori in Francia
- a Strasburgo: Istituto pluridisciplinare Hubert Curien (IPHC)
- a Annecy-le-Vieux: Laboratorio di Annecy-le-vieux di fisica delle particelle (LAPP) (Università della Savoia)
- a Lione: Istituto di fisica nucleare di Lione (IPNL) (Università di Lione-I)
- a Lione: Centro di Calcolo (CC-IN2P3)
- a Lione: Laboratorio Avanzato dei Materiali (LMA)
- a Modane: Laboratorio sotterraneo di Modane (LSM)
- a Grenoble: Laboratorio di fisica subatomica e di cosmologia di Grenoble
- a Marsiglia: Centro di fisica delle particelle di Marsiglia (Università Aix-Marseille II)
- a Montpellier: Laboratorio Universo e Particelle di Montpellier (LUPM)
- a Clermont-Ferrand: Laboratorio di fisica corpuscolare (LPC Clermont-Ferrand)
- a Bordeaux: Centro di studi nucleari di Bordeax Gradignan (CENBG)
- a Nantes: Laboratorio di fisica subatomica e delle tecnologie associate (SUBATECH)
- a Caen: Grande acceleratore nazionale di ioni (GANIL)
- a Caen: Laboratorio di fisica corpuscolare di Caen (LPC Caen)